# Candy (telenovella)
A Candy (eredeti cím: Las tontas no van al cielo) 2008-as mexikói telenovella, amelyet Enrique Torres alkotott. A főbb szerepekben Jaime Camil, Jacqueline Bracamontes, Valentino Lanús, Sabine Moussier és Karla Álvarez.
Mexikóban 2008. február 11-én a Canal de las Estrellas, Magyarországon a Story TV 2009. február 20-án mutatta be

## Történet
A történet főszereplője Candy (Jacqueline Bracamontes), a fiatal lány, aki úgy dönt, hogy kezébe veszi az életét. Candy és barátja, Patricio (Valentino Lanus) nagyon szeretik egymást, ám különböző családból jöttek. Míg Candy egy átlagos család gyermeke, barátja gazdag família sarja. Patriciót azonban ez nem érdekli, és különösen romantikus módon kéri meg a lányt, hogy legyen a felesége. Boldogságuk azonban nem tart sokáig, az esküvő után Candy élete egy pillanat alatt megváltozik. Miután az esküvő csúfos véget ér, Candy édesanyja, Gregoria (Ana Bertha Espín) arra kéri a lányát, hogy ne csináljon botrányt, és közli Aliciával, hogy tettével tönkretette az egész családot.
Alicia (Fabiola Campomanes) bevallja Patriciónak, hogy mindig is szerette őt. Candynek az a terve, hogy miután megrendezte saját halálát, Guadalajarába költözik nagybátyjához, Manóhoz, és új életet kezd. Mano őrültségnek tartja az ötletet, de mégis segít a lánynak, és közli családjával, hogy Candy szívroham következtében meghalt. Candy felfedezi, hogy várandós, eközben Patricio és Alicia összeházasodnak Las Vegasban. Santiago (Jaime Camil) sármos plasztikai sebész, akit otthagy a felesége. Santiago és Candy az utcán találkoznak, ám elég viharos körülmények között. Meno (Manuel "Flaco" Ibáñez) felvilágosítja Candyt, hogy az úr, akivel incidense volt, egy plasztikai sebész. Candy elpanaszolja Lulúnak (Christina Pastor), hogy mennyire magányos. Santiago furcsának találja, hogy Candynek nincsen barátja, és furcsa ötlettel áll elő. Candy bosszúból azt mondja a férfi egyik páciensének, hogy Santiago a fiúkat szereti. Gregoria meglátogatja Menót, és közli vele, hogy testvére meghalt.

## Szereplők
| Színész                | Szereplő                                 | Magyar hang           |
| ---------------------- | ---------------------------------------- | --------------------- |
| Jacqueline Bracamontes | Cándida "Candy" Morales Alcalde          | Huszárik Kata         |
| Jaime Camil            | Santiago "Santy" López-Carmona           | Kolovratnik Krisztián |
| Valentino Lanús        | Patricio "Pato" Molina Lizárraga         | Zámbori Soma          |
| Sabine Moussier        |                                          | Makay Andrea          |
| Karla Álvarez          | Paulina "Pau" Cervantes de López-Carmona | Sánta Annamária       |
| Fabiola Campomanes     | Alicia Morales Alcalde                   | Kisfalvi Krisztina    |
| Julio Alemán           | Arturo Molina                            | Kárpáti Tibor         |
| Manuel "Flaco" Ibáñez  | Manuel "Meño" Morales                    | Forgács Gábor         |
| Mauricio Herrera       | Jaime Martínez                           | Cs. Németh Lajos      |
| Ana Bertha Espín       | Gregoria "Goya" Alcalde Vda. de Morales  | Menszátor Magdolna    |
| Silvia Mariscal        | Isabel Vda. de López-Carmona             | Halász Aranka         |
| Rosángela Balbó        | Margarita Lizárraga de Molina            | Dallos Szilvia        |
| Alejandro Ibarra       | Eduardo All                              | Galbenisz Tomasz      |
| Andrea Torre           | Soledad Palacios de De la Torre          | Dögei Éva             |
| Jacqueline García      | Rosario "Chayo" de All                   | Keönch Anna           |
| Carlos de la Mota      | Raúl de la Parra                         | Vári Attila           |
| Luis Manuel Ávila      | Carlos "Frijolito" Zamora                | ?                     |
| Reynaldo Rossano       | Antonio "Toño" "Lentejita"               | ?                     |
| Julio Vega             | Donato                                   | Várday Zoltán         |
| Lilí Brillanti         | Tina                                     | Csizmadia Gabriella   |
| Christina Pastor       | Lourdes "Lulú" Robledo                   | Sági Tímea            |
| Eleazar Gómez          | Charlie Morales                          | Szalay Csongor        |
| Mario Casillas         | Clemente Morales                         | Szokolay Ottó         |

## Díjak és jelölések

### TVyNovelas-díj2009
| Kategória                | Személy                | Eredmény |
| ------------------------ | ---------------------- | -------- |
| A legjobb női főszereplő | Jacqueline Bracamontes | Jelölés  |
| A legjobb főszereplő     | Ana Bertha Espín       | Jelölés  |
| A legjobb főszereplő     | Manuel "Flaco" Ibáñez  | Nyertes  |
| A legjobb fiatal színész | Eleazar Gómez          | Nyertes  |
| A legjobb színésznő      | Violeta Isfel          | Jelölés  |